# Stane Sever
Stane Sever, slovenski gledališki in filmski igralec, * 21. november 1914, Ljubljana (Vič) † 18. december 1970, Ribnica na Pohorju
Njegova starša Valentin Sever in Marija Prebil sta delala v tobačni tovarni. Po 2. svetovni vojni je postal najuglednejši slovenski gledališki igralec.
Njegove igralske stvaritve so vsebovale široko paleto človeških značajev in so žanrsko prehajale od antične tragedije do moderne drame pa vse do komedije ter groteske. V treh desetletjih svojega umetniškega ustvarjanja je oblikoval nad 250 gledaliških in filmskih vlog.
Veliko je snemal tudi za RTV Slovenija (številne radijske igre, recitacije in interpretacije za televizijo).
Zanj gledališke kulture naroda ni predstavljalo zgolj poklicno gledališče.
Bil je prvak SNG Drame Ljubljana, največjega slovenskega gledališča, ki ga je zaradi spora zapustil leta 1968.

## Mladost
Maturiral je leta 1936 na učiteljišču v Mariboru.

## Igralstvo in profesura
Igral je v viškem sokolskem gledališču in Šentjakobskem gledališču,  kamor je vstopil v gledališki sezoni 1934/35 in odigral pet vlog v štirinajstih ponovitvah. Kot učiteljiščnik je ves čas igral na amaterskih odrih, povsod, »kjer so imeli deske«. Prišel se je priporočit k Josipu Vidmarju v ljubljansko Dramo za delo po končani vojaščini. Milan Skrbinšek in Janez Cesar sta mu omenila njegovo dobro igro v amaterskih gledališčih.
Leta 1934 je z vlogo pisarja Mrve iz gledališke predstave Lepa Vida nastopil v ljubljanski Drami.
Igral je v 1. slovenskem celovečernem filmu, Na svoji zemlji, njegova najbolj znana filma sta Vesna in Trenutki odločitve.
Od leta 1950-1952 in 1954 je bil honorarni predavatelj za dramsko igro in umetniško besedo, od leta 1966 pa izredni profesor na Akademiji za gledališče, radio, film in televizijo v Ljubljani.
Zadnjič je v Drami nastopil kot gost nastopil leta 1969. Potem je igral monodrame širom po Sloveniji za delavce in kmete.

## Smrt
Umrl je 18. decembra 1970 v Ribnici na Pohorju po predstavi zaradi srčne kapi na pragu svoje sobe. Javna žalna komemoracija je bila dan pred pogrebom, ob 9.15 v dvorani MGL, na njej je bil govorec prorektor AGRFT, dr. Mirko Zupančič. Od pokojnega so se ljudje lahko poslovili med 10. in 13. uro v avli Univerze po želji pokojnika in njegovih svojcev, ker je bil univerzitetni profesor. Igralci ter profesorji in študenti z AGRFT so se menjavali na častni straži. Pogreb je bil 3. decembra ob 15.30 na Žalah.

## Zasebno
Do smrti je bil poročen z Majdo Sever.

## Sodobniki o Severju
Po mnenju Ivana Potrča je bil Sever zaverovan v edino pravi pot svojega umetniškega koncepta in čutil je nujo dajati se tistemu avditoriju, ki mu je ta koncept še kaj ali veliko pomenil. Za Potrča to ni bil ego, ampak sveto prepričanje v nujo svojega umetniškega in ustvarjalnega dela. Vnesel je nepojmljivi boj v zaspano in zmedeno slovensko provinco. Znal se je osvoboditi sredine, ki ga je dušila in poiskati pot do ljudskega gledalca.
Smiljan Samec je občudoval njegov igralski razpon. Igral je lahko od najtežjega dramatika do lahkotnega komika. Imel je velik ustvarjalni delež v oživljanju domače dramatike. Ležal mu je lik dobrega malega človeka. Bil je tipičen ljudski igralec »par exellence«, najširšega razpona. Imel je številne nastope na TV in radiu in impozanten delež v slovenskem filmu.
Polde Bibič je zanikal, da je bil Sever zvezdnik v ameriškem smislu, saj nikogar ni zanimalo njegovo zasebno življenje, čeprav je bil številka ena slovenskega igralstva. 

## Nagrade in priznanja

### Prešernova nagrada
- 1949 Jerman, Hlapci, Cankar
- 1959 Aleksej pl. Gornik, Za narodov blagor, Cankar

Vir

## Filmografija
- Sedmina (1969)
- Breza (1967)
- Grajski biki (1967)
- Zgodba, ki je ni (1967)
- Srečno, Kekec (1963)
- Samorastniki (1963)
- Družinski dnevnik (1961)
- Legge di guerra (1961)
- Tri četrtine sonca (1959)
- H-8 (1958)
- Vratiću se (1957)
- Ne čakaj na maj (1957)
- Trenutki odločitve (1955)
- Tri zgodbe (1955)
- Vesna (1953)
- Jara gospoda (1953)
- Trst (1951)
- Plavi 9 (1950)
- Na svoji zemlji (1948)

## Recitacije
- Zdravljica (Prešeren)
- Neiztrohnjeno srce (Prešeren)
- Pognalo seme (Prešeren)